# Rue de Wattignies
Pour les articles homonymes, voir Wattignies (homonymie) et Rue Marceau (Paris).
La rue de Wattignies est une voie située dans le 12e arrondissement de Paris, en France.

## Origine du nom
La voie porte le nom de la bataille de Wattignies, remportée en 1793 par les troupes françaises contre les troupes autrichiennes.

## Historique
Autorisée par décret du 28 juillet 1862, la rue est ouverte en 1866, sous le nom de « rue Marceau », suivant un tracé différent de celui qui était prévu à l'origine. Elle prend sa dénomination actuelle par arrêté du 16 août 1879.
Elle recouvre le ru de Montreuil qui coulait à ciel ouvert à son emplacement avant sa création.
Cette voie du 12e arrondissement a pu sembler trop modeste aux yeux des fondateurs de la Troisième République pour célébrer François Séverin Marceau (1769-1796), général français de la Révolution : mais il existait une « avenue Joséphine » (portant le nom de Joséphine de Beauharnais), voie des 8e et 16e arrondissements débouchant sur la place de l’Étoile et son arc de triomphe, qui a reçu le nom d’avenue Marceau, toujours par arrêté du 16 août 1879.

## Bâtiments remarquables et lieux de mémoire
- No 48 : adresse d’un ancien square Diémer portant le nom  de Louis Diémer (1843-1919), fondateur de la Société des instruments anciens et auteur d’œuvres pour pianos et clavecins. Violette Nozière se cacha dans ce square le soir du crime[2] (en 1933).

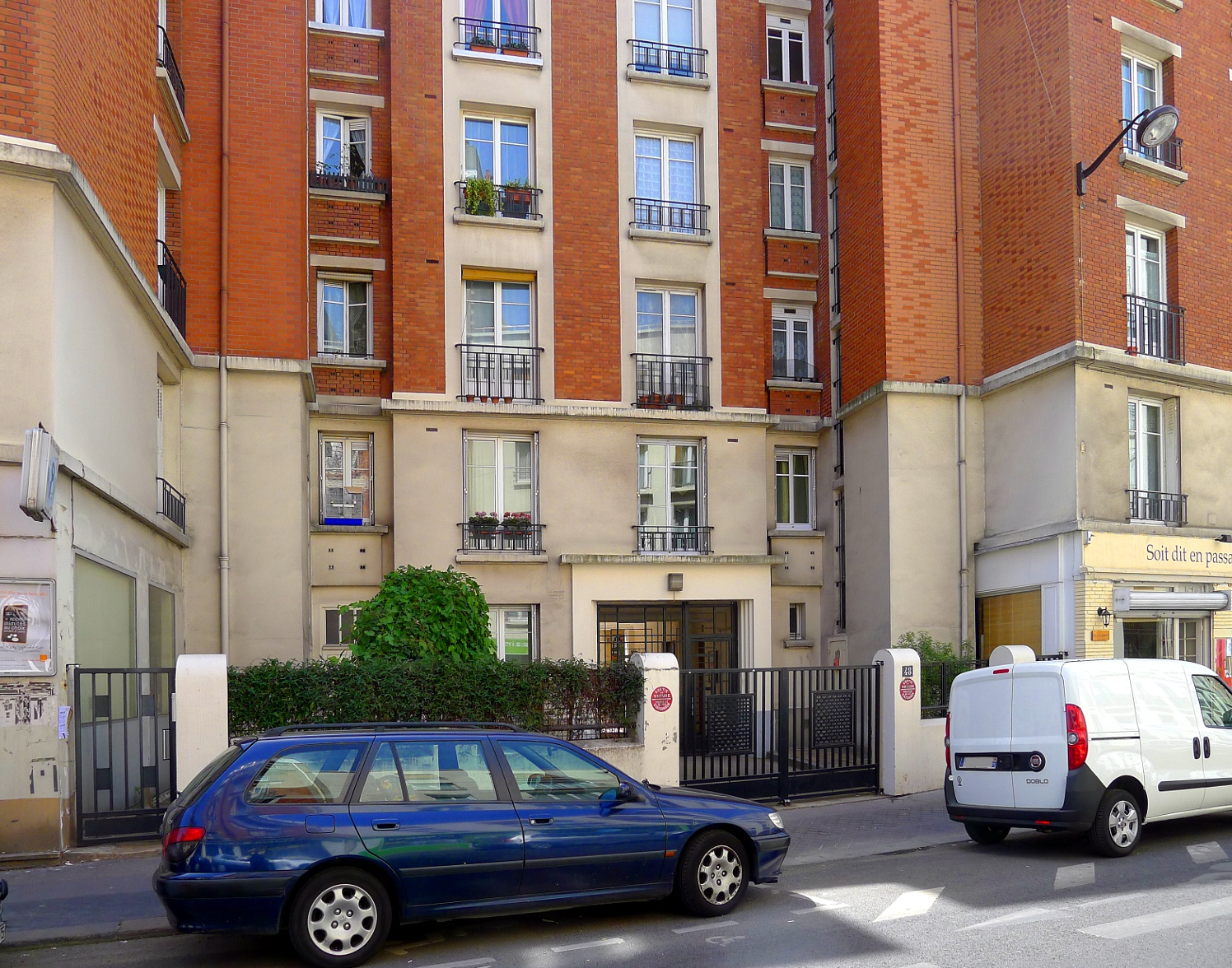
No 48 : immeuble construit en 1934 (ou 1935) à l'emplacement de l'ancien square Louis-Diémer.
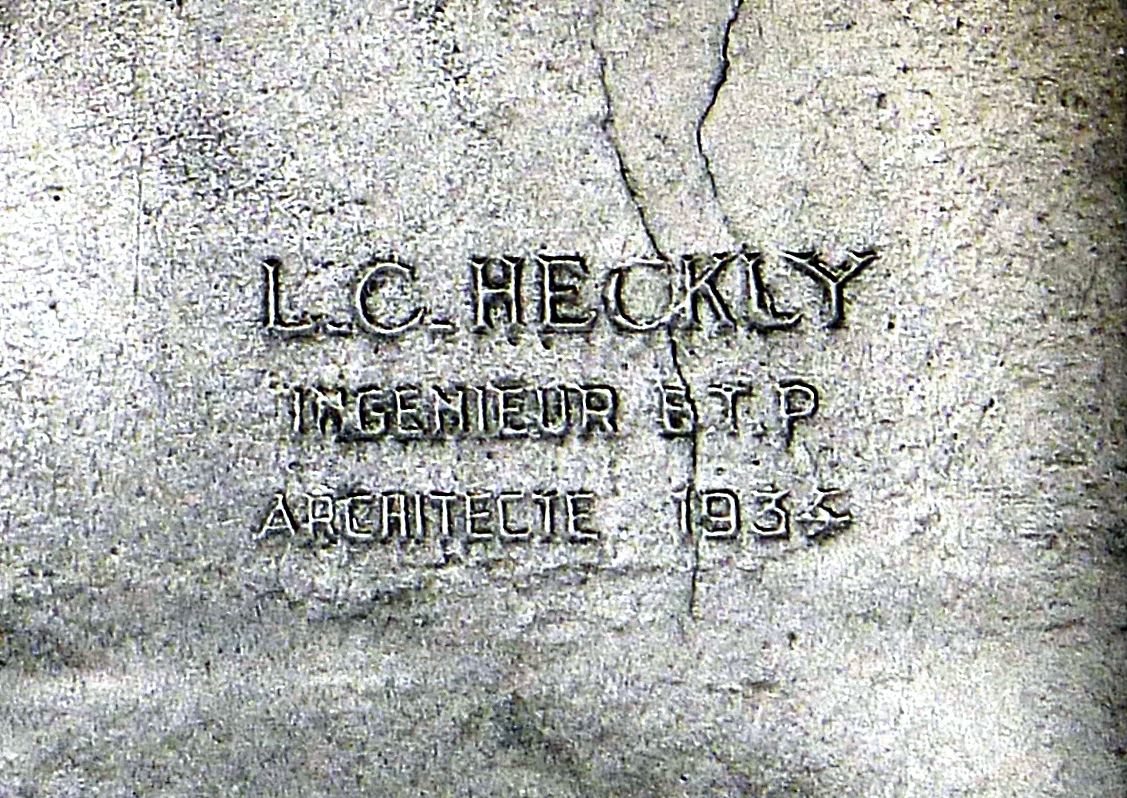
Inscription sur l'immeuble.

- No 60 : enseigne Dorin, fournisseur de la cour, 1780[3].